# 尼亞加拉瀑布城 (紐約州)
尼加拉瀑布城（Niagara Falls, New York）是美國紐約州尼亞加拉县的一座城市，位於尼加拉河東岸，與加拿大同名的城市相望。
按2000年全國人口調查，全市人口為55,593人。

## 歷史
該城早於十七世紀已經有人聚居。但整個城市要到1892年3月17日才正式成立。由於位處大瀑布，極宜水力發電，整個城市開始以水力發電廠作基礎，發展了一些重工業。在十九世紀末，該城已是一個工業城市，塑膠、化工、造紙、橡膠等等都是城市的經濟支柱。由於六十年代該市新的發電項目流產，未能為尼亞加拉瀑布城的工業提供更多能源，全市製造業開始衰敗；後來成本的增加和環境保護法例之出台，都制約著尼亞加拉瀑布城的工業。近年全市人口已有流失，比高峰時期少一半。

## 經濟
本身憑藉著水力發電優勢，尼亞加拉瀑布城曾是一個工業區。但現今工廠業已搬離至其他國家，使曾經人口達十萬的尼亞加拉瀑布城，少了一半人口，只有目前的五萬多。而按2010年10月的統計，全市失業率為10% 。
除了製造業，因著尼亞加拉大瀑布，旅遊業也是全市收入來源。自2001年末，市政府和州政府就成立了美國尼亞加拉開發公司，負責全市的旅遊業發展。

## 景點
- 尼亞加拉大瀑布

## 交通

### 空中交通
- 尼亞加拉瀑布城國際機場（英语：Niagara Falls International Airport）
- 布法羅尼亞加拉國際機場

### 铁路车站
- 尼亚加拉瀑布城站（英语：Niagara Falls station (New York)）

### 道路
- 90號州際公路
- 190號州際公路
- 拉薩爾高速公路
- 羅伯特·摩西州際公路

## 圖片

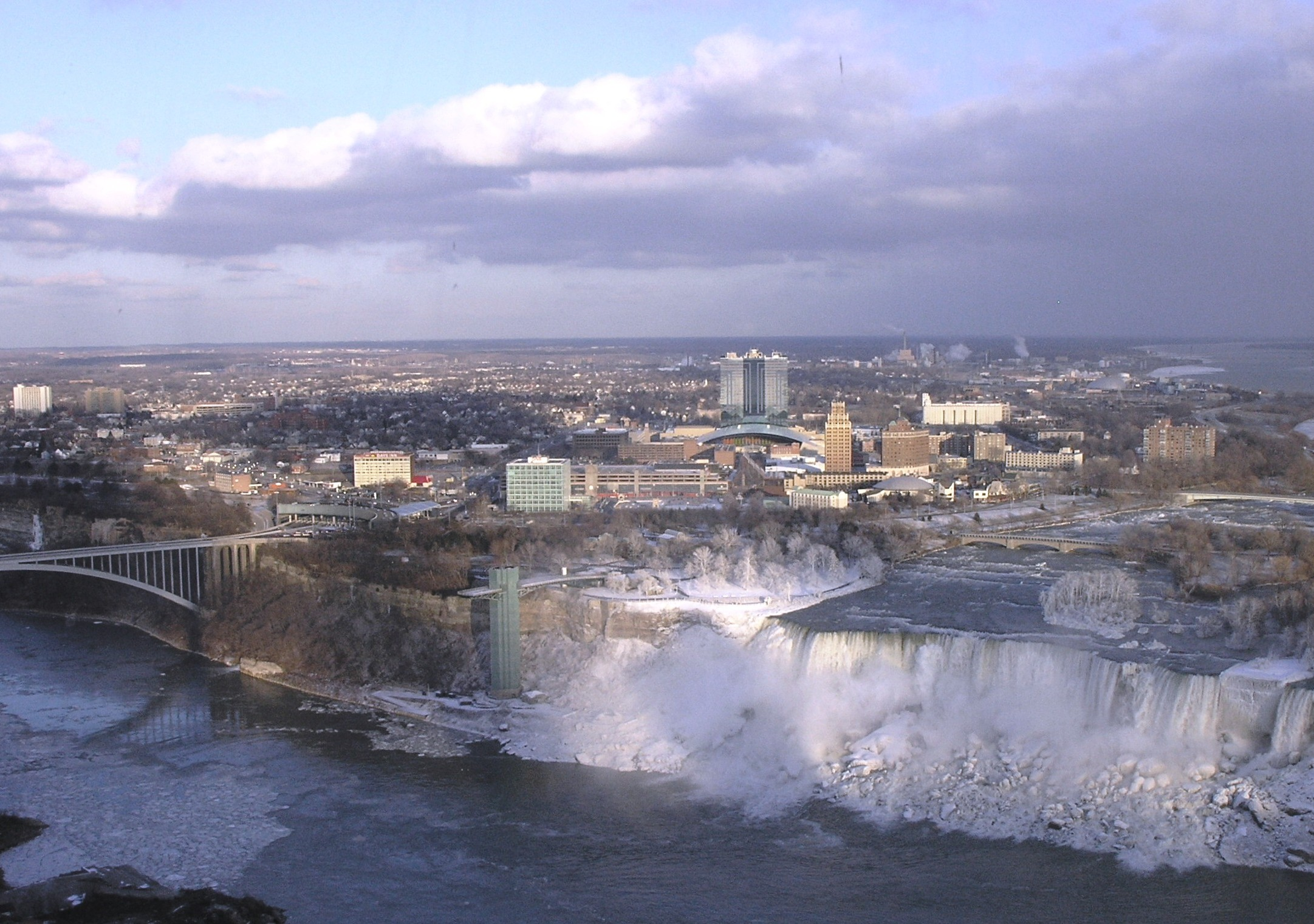
高空遠眺全市
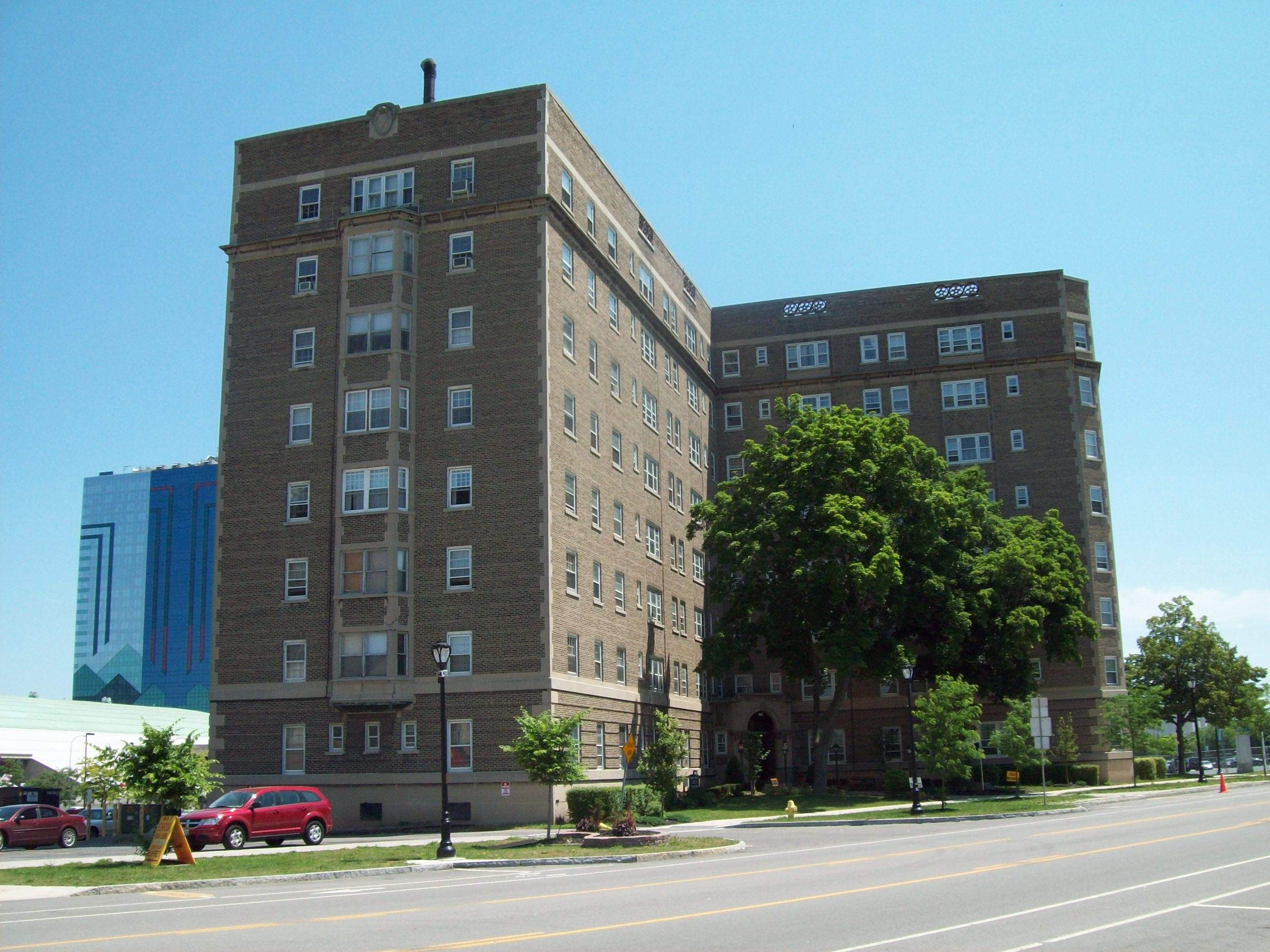
城中的一幢公寓
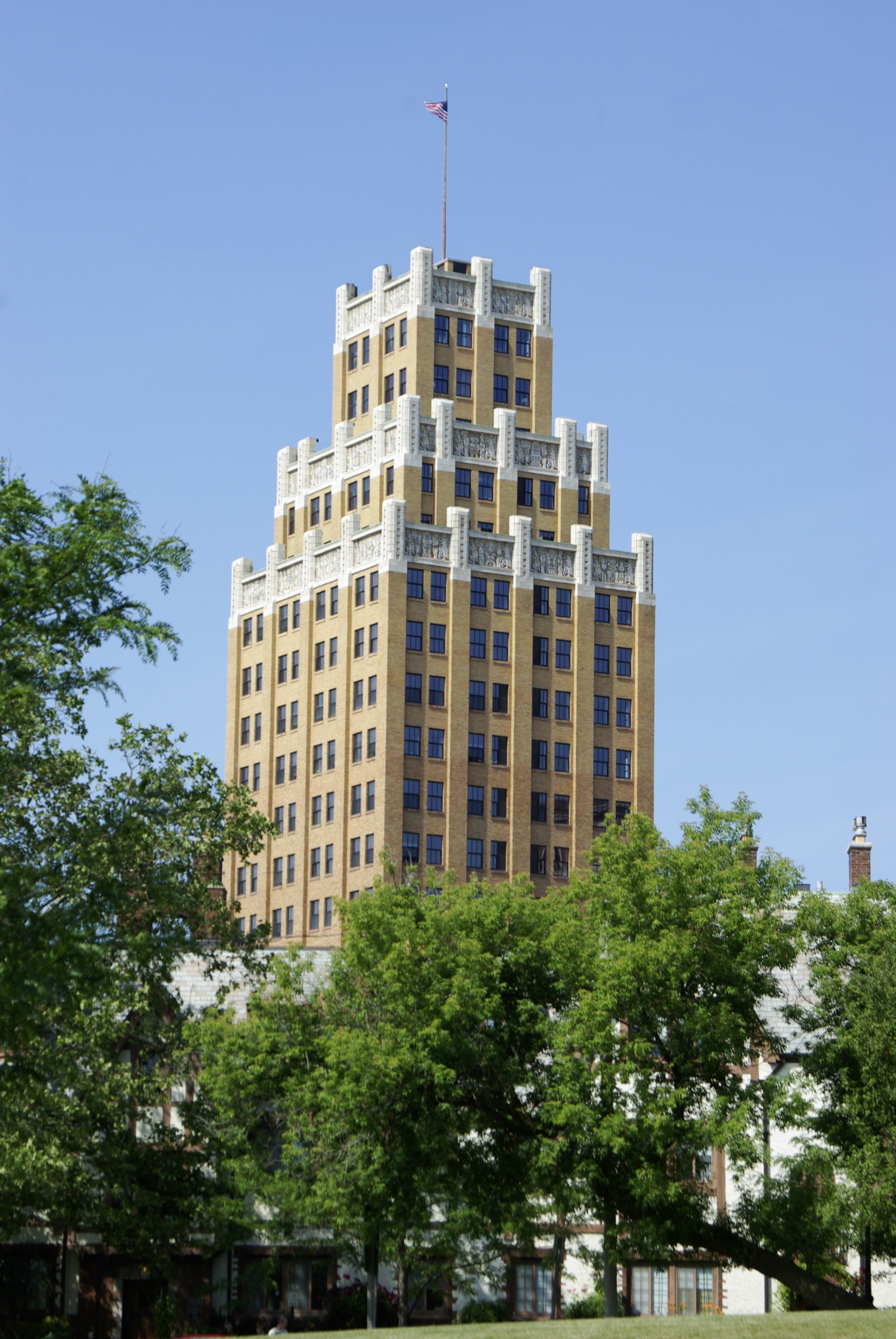
市政府大廈
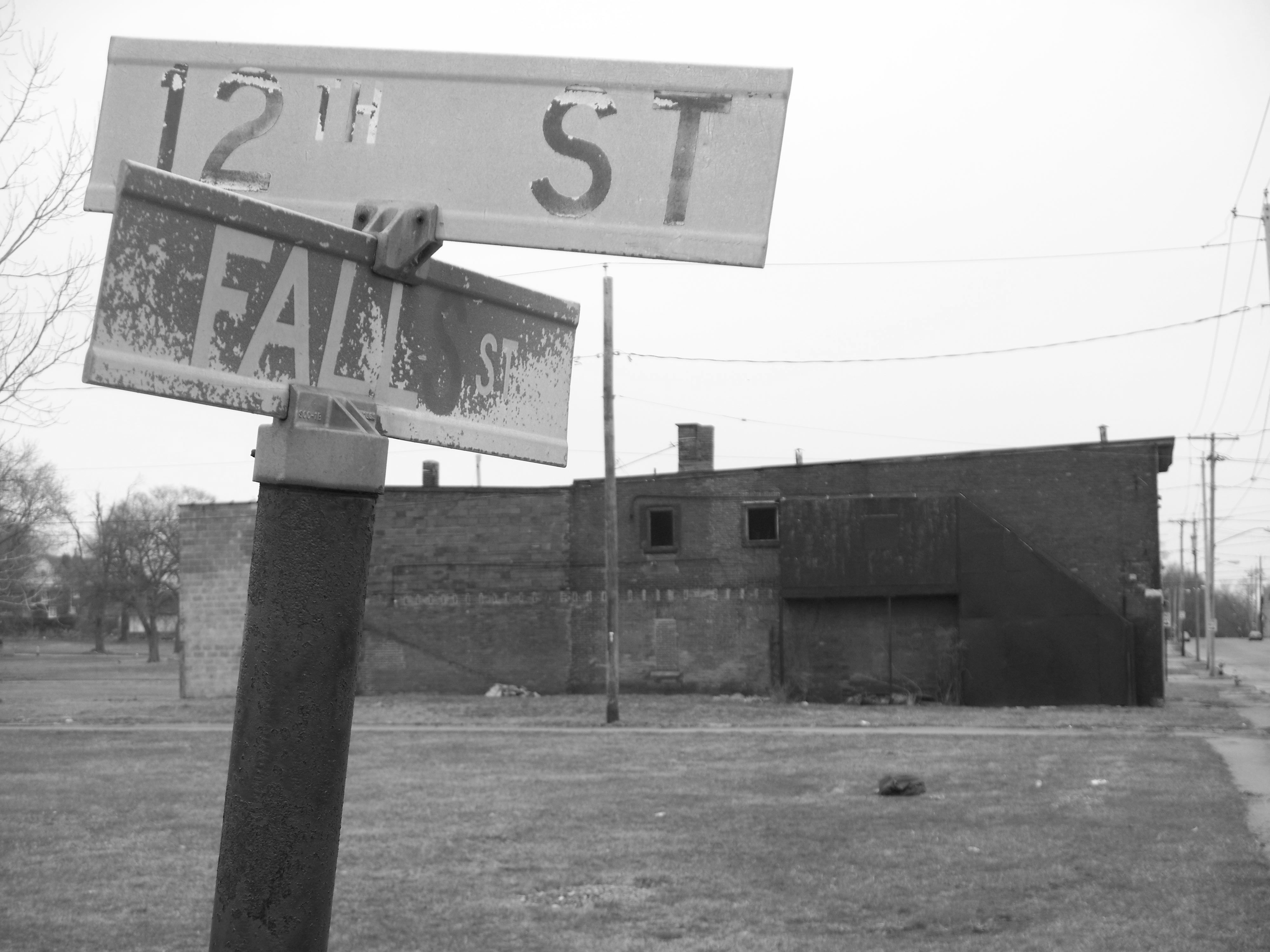
城裡的一個荒廢工廠

## 外部連結
- 尼亞加拉瀑布城官方網站 （页面存档备份，存于）
- 尼亞加拉瀑布城旅遊局 （页面存档备份，存于）
- 尼亞加拉瀑布城開發公司